# Tipula schrankiana
Tipula schrankiana är en tvåvingeart som beskrevs av Alexander 1971. Tipula schrankiana ingår i släktet Tipula och familjen storharkrankar. Inga underarter finns listade i Catalogue of Life.